# Наджафов, Фазиль Имамверди оглы
Фазиль Имамверди оглы Наджафов (азерб. Fazil İmamverdi oğlu Nəcəfov; 16 февраля 1935, Баку — 11 июля 2023, Баку) — азербайджанский скульптор, считающийся основоположником авангардизма в скульптуре Азербайджана, Народный художник Азербайджана (2002).

## Биография
Фазиль Наджафов родился в 1935 году в городе Баку. Детство Наджафова совпало с тяжёлыми годами Великой Отечественной войны.
В 1955 году он окончил Бакинское художественное училище имени Азима Азимзаде. Преподавателями Наджафова в этом учебном заведении были известные азербайджанские скульпторы Фуад Абдурахманов и Селим Кулиев.
В 1961 году Фазиль Наджафов окончил Московский художественный институт имени Сурикова, где учился в мастерской Николая Томского.

### Творчество
С начала 60-х гг. Наджафов участвует в выставках. Наиболее известными работами Фазиля Наджафова этого периода считаются скульптурная композиция «Объяснение», а позднее и «Нефтяник», созданный в 1963 году.
В юные годы Наджафову также было поручено оформление Дома актёра имени Аббас-Мирзы Шарифзаде в Баку. Эту работу скульптору поручил председатель Театрального общества Мехти Мамедов. Однако, когда работа Наджафова в авангардном стиле была завершена, она встретила отрицательную критику и обвинение в «формализме» и «подражании Западу». В результате в 70-е годы работа была снята с фасада здания Дома актёра. Осталась лишь боковая часть.
Несмотря на критику, Наджафов продолжал творить, создавая всё новые скульптуры, такие, как «Чёрная луна», «Слепцы», «Ангел», «Этапы жизни», «Беседа», «Отдыхающий старик», «Тысячелетний человек», «Молитва», «Близнецы», «Фонтан». Сегодня значительную часть коллекции Музея современного искусства в Баку составляют работы Фазиля Наджафова.
В 2002 году указом президента Азербайджана Гейдара Алиева Фазилю Наджафову было присвоено звание Народного художника Азербайджанской Республики.
В 2004 году Наджафову была присуждена Персональная пенсия Президента Азербайджанской Республики.
В 2014 году Наджафов создал памятник видному азербайджанскому композитору Кара Караеву, установленный в центре Баку.
В январе 2019 года прошла презентация документального фильма «Камни смотрящие на небо», посвященного творчеству Фазиля Наджафова.
15 февраля 2020 года Президент Азербайджана Ильхам Алиев подписал распоряжение о награждении Фазиля Наджафова орденом «Шохрат».

## Галерея работ

Барельеф на стене Дома актёра имени Аббас-Мирзы Шарифзаде в Баку
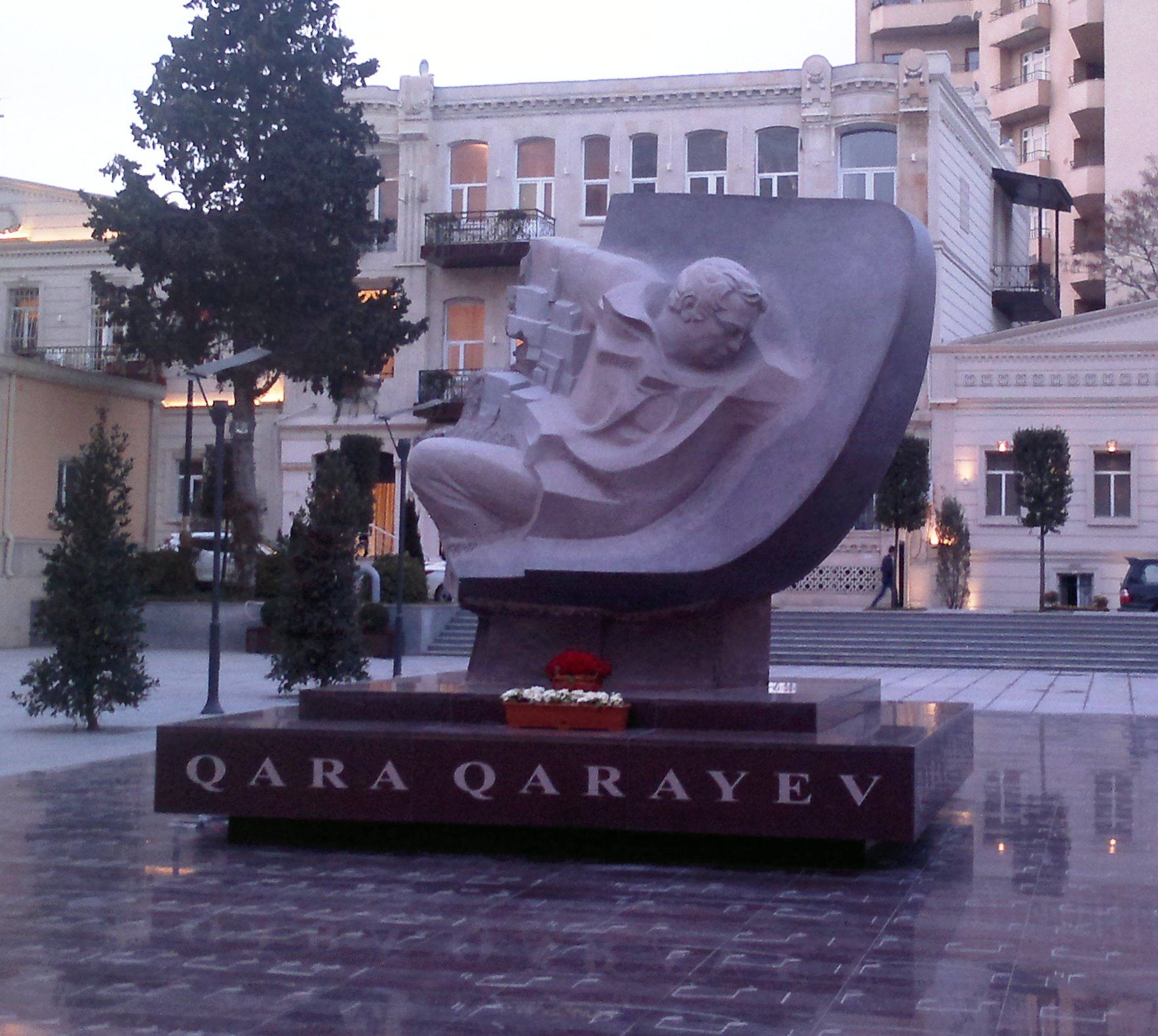
Памятник Кара Караеву в Баку. 2014